# Сойотский язык (самодийский)
Сойо́тский язы́к — ошибочно выделяемый уральский язык, определяемый к южной группе самодийских языков.

## Представление о сойотском самодийском языке
Е. А. Хелимский указывает, что отдельного сойотского самодийского языка никогда не существовало, и представление о нём появилось из-за недоразумения.

Этноним «сойот», этимологически родственный Саянам (горы), обычно используется или служил (в хакасском, камасинском, бурятском, русском языках) для обозначения тюркоязычных тувинцев, иногда также как собирательное название, которое «включает в себя все 66 этнических племён, проживающих на Саянах и бродящих по горам». Только из-за одного недоразумения, возникшего исключительно из сообщения Палласа и подробно рассмотренного автором ранее, долгое время говорили о «самодийском» сойотском языке и о сойотах как о самодийском (или даже маторском) племени. «Сойоты» у Палласа — это именно те маторы или тайгийцы, которые жили к югу от тогдашней российско-китайской границы. К. Доннер предположил, что в «Зоографии» Палласа могут быть найдены некоторые (самодийские) сойотские слова, а именно названия животных так называемой «зоографии». «Monticolae (Sajanenses)». Как упоминалось выше, диалект «монтиколис» [горный] идентичен карагасскому диалекту.
— Helimski, E. Die Matorische Sprache. — Szeged, 1997. — S. 66—67. — 475 S.
Ряд энциклопедических источников указывает, что язык, на котором говорили предки сойотов, относился к самодийским, но сам народ был тюркизирован в конце 1-го тысячелетия, а следов языка не сохранилось.